# Д. Б. Вајс
Данијел Брет Вајс (енгл. Daniel Brett Weiss; Чикаго, 23. април 1971) амерички је сценариста и продуцент. Познат је као аутор серије Игра престола (2011—2019) и Проблем 3 тела (2024—данас), које је створио заједно са својим сарадником Дејвидом Бениофом.